# Philadelphia Flyers
De Philadelphia Flyers is een professioneel ijshockeyteam uit Philadelphia, Pennsylvania en komt uit in de National Hockey League. Ze zijn een actieve franchise sinds 1967.

## Geschiedenis
Sinds de Philadelphia Quakers, in het seizoen 1930/31, kende Philadelphia geen ijshockeyteam uit de NHL meer, maar daar kwam in 1967 verandering in toen de stad een speelvergunning kreeg, samen met de Pittsburgh Penguins, Minnesota North Stars, St. Louis Blues, Los Angeles Kings en de Oakland Seals. Samen met deze vijf andere teams, hadden de Flyers moeite met het krijgen van talenten. De Flyers waren echter de enige die de gok durfde te wagen om in 1969 Bobby Clarke te contracteren: door zijn suikerziekte durfden de Original Six hem niet te kiezen. Bij Philadelphia bleek hij al snel de beste speler van het team te zijn.

### Gloriejaren
Dankzij Bobby Clarke groeide Philadelphia uit tot het beste van de zes uitbreidingsteams. In 1973 bereikten ze voor het eerst de play-offs, maar werden in de tweede ronde uitgeschakeld door de Montreal Canadiens. Clarke won dat seizoen zijn eerste Hart Memorial Trophy. Het seizoen daarna ging het team echt los, ondertussen door iedereen gevreesd wegens het agressieve spel (ze stonden bekend als de Broad Street Bullies. In de play-offs van 1974 troffen ze in de eerste ronde de Atlanta Flames, die simpel opzij werd gezet. Daarna waren de New York Rangers de tegenstanders, een lastigere tegenstander. De Flyers wonnen de tweekamp echter met 4-3, waarna ze de Boston Bruins in de finale tegenkwamen. De Bruins wonnen in Boston de eerste wedstrijd, maar de tweede ging verloren aan Philadelphia, dankzij drie doelpunten van Bobby Clarke. De stand kwam op uiteindelijk op 3-2 terecht, toen de Flyers laat in de derde periode met 1-0 voor stonden. Bobby Orr, sterspeler van Boston, kreeg echter een penalty, waardoor de Bruins de wedstrijd uit moesten spelen met een man minder. Dit deed ze de das om: de Philadelphia Flyers wonnen de Stanley Cup.
Het volgende seizoen was meer van hetzelfde: Clarke won nog een Hart Trophy, de Flyers zelf wonnen de Presidents' Trophy, de eerste tegenstander in de play-offs werd met 4-0 opzij gezet (nu de Toronto Maple Leafs), terwijl de tweede tegenstander met 4-3 verslagen werd (hoewel het nu om de New York Islanders ging). De Stanley Cupfinale moest nu gespeeld worden tegen de Buffalo Sabres. De eerste twee thuiswedstrijden werden gewonnen, voordat ze afreisden naar Buffalo voor de derde wedstrijd, die bekend zou worden als De finale in de mist. Het was namelijk historisch warm in Buffalo, terwijl het stadion geen airconditioning had. Door het constante verdampen van het speelijs, kwam er een dichte mist in het stadion te hangen. De Sabres wonnen uiteindelijk de wedstrijd, maar de Stanley Cup ging voor de tweede keer naar de Flyers.
In 1976 werd de eindronde weer simpel gehaald en Bobby Clarke won zijn derde Hart Trophy. De Flyers haalden weer de finale, voor het derde jaar achter elkaar, maar Philadelphia verloor kansloos van de Montreal Canadiens. Dat jaar werden ze echter wel "wereldkampioen" door het Russische Central Red Army te verslaan. De Russen waren echter zo geschrokken van de brute kracht van de Flyers, dat ze uit protest van het ijs afstapten toen Bobby Clarke zijn stick tegen de enkel van een Rus sloeg. Ze werden echter door de organisatie gedwongen om terug te keren, maar de motivatie (en de wedstrijd) was verloren.

### Van goed naar slecht
Na drie mindere jaren, was Philadelphia in 1980 weer terug waar ze gewend was. Gedurende het seizoen waren ze ongenaakbaar: de Flyers hadden 35 wedstrijden achter niet verloren en 14 wedstrijden voor het einde waren ze al zeker van de conferencetitel. De Stanley Cup ging echter verloren aan de New York Islanders, die daarna nog drie keer achter elkaar de Cup wonnen. Uiteindelijk werd het verlies nog controversieel, toen uit televisiebeelden bleek dat een doelpunt van Buffalo uit buitenspelpositie werd gescoord.
Vijf jaar later wonnen de Flyers weer de Presidents' Trophy, terwijl goalie Pelle Lindbergh de Vezina Trophy binnensleepte. De finale werd ook weer gehaald, maar Wayne Gretzky's Edmonton Oilers waren te sterk voor ze. Het volgende seizoen verongelukte Lindbergh, de tough guys van Philadelphia waren mentaal geknakt en presteerden niet naar hun kunnen. Dat jaar drafte ze gelijk een nieuwe goalie, Ron Hextall. Aan de hand van deze nieuwe ster behaalden ze weer de Stanley Cupfinale, maar ook deze ging verloren aan de Oilers in zeven wedstrijden. Om aan te geven hoe nipt het verlies was: Hextall kreeg de Conn Smythe Trophy.
De Flyers raakte in een neerwaartse spiraal terecht in 1988, toen ze in de eerste ronde een 3-1-voorsprong weggaven aan de Washington Capitals. Ze leken het recht te zetten in de zeven wedstrijd door al vroeg met 3-0 voor te komen, maar verloren de wedstrijd met 4-5. Het volgende seizoen was middelmatig en Philly haalde net de play-offs, die pas verloren gingen in de conferencefinale. Sindsdien werd de eindronde tot 1994 niet meer gehaald.

### Eric Lindros, hoop in bange dagen
Eric Lindros stond al bekend als een kieskeurige speler en toen bekend werd dat de Québec Nordiques in 1991 de eerste draftkeuze kregen, zei Lindros al dat hij weigerde om voor de slecht presterende Nordiques te spelen. Ze kozen hem toch, in de hoop een goede deal met andere teams te krijgen; op de persconferentie weigerde Lindros zelfs het shirt van de Nordiques te dragen. Toch stond hij toen bekend als The Next One. Quebec kon een deal sluiten met de Flyers, een controversiële weliswaar: volgens sportkenners was deze ruil de aanleiding voor de heerschappij van de Colorado Avalanche (de Nordiques) eind jaren 90. Voor Lindros kreeg Quebec: Peter Forsberg, Ron Hextall, Chris Simon, Mike Ricci, Jocelyn Thibault, drie andere spelers en $15 miljoen. Philadelphia was echter wanhopig op zoek naar een nieuw icoon, die ze sinds 1984 misten toen Clarke stopte. Deze investering bleek echter wel vruchten af te werpen toen Lindros in 1995 de Hart Memorial Trophy won en samen met Eric Desjardins en John LeClair werd de conferencefinale bereikt. De New Jersey Devils waren echter in zes wedstrijden te sterk. Ook het volgende seizoen bleek het duo Lindros-LeClair met het agressieve spel succesvol: Lindros scoorde meer dan 100 punten en LeClair meer dan 50 goals. Ze waren favoriet voor de titel, maar de Florida Panthers, die zelf de finale zouden halen, blokkeerde de weg. Ook in 1997 kwamen ze als favoriet de eindronde in en haalden deze keer wel de finale. De Detroit Red Wings bleken echter veel te sterk: 0-4. Bobby Clarke was ondertussen weer algemeen directeur geworden, sinds 1995 (hij was het ook eind jaren 80), en kreeg na de verloren finale tegen Detroit ruzie met Lindros. Beiden gooiden met modder in de media, waardoor de sfeer in het team tot een dieptepunt kwam: tot het nieuwe millennium zou Philly niet verder komen dan de eerste ronde in de play-offs. In het eerste seizoen van dat nieuwe millennium begonnen de Flyers met Desjardins als aanvoerder, de blessuregevoelige Lindros (hij had vaak last van hersenschuddingen) was captain af. Prompt haalden ze weer uit in de Stanley Cupplay-offs door de conferencefinale te bereiken. Tegen de New Jersey Devils was een beslissende zevende wedstrijd nodig, waarin Devil Scott Stevens Lindros stevig aanpakte: Lindros moest met (weer) een hersenschudding het ijs verlaten. De Flyers verloren daardoor de wedstrijd, waardoor Lindros zijn laatste wedstrijd voor Philadelphia gespeeld had: zijn contract werd niet verlengd.

### Laatste jaren

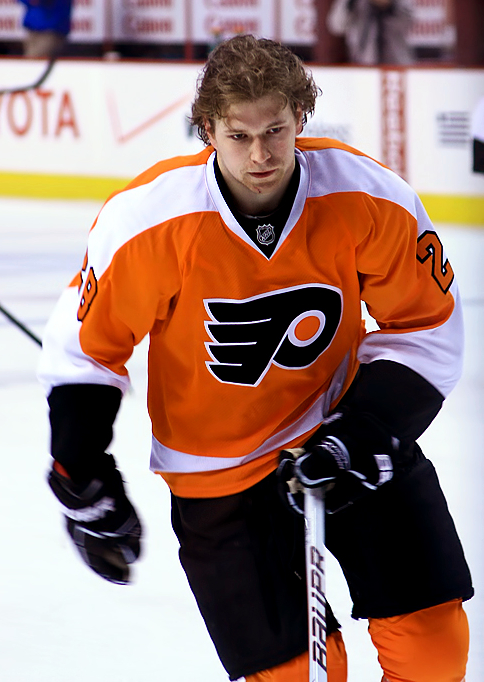
Claude Giroux is de huidige aanvoerder van de Flyers

Keith Primeau werd als de nieuwe aanvoerder aangewezen en de eerste twee jaar werden de Flyers al in de eerste ronde uitgeschakeld. In 2004 werd echter weer de conferencefinale bereikt die werd verloren van de latere Stanley Cupwinnaar Tampa Bay Lightning. In het volgende seizoen werd er niet gespeeld dankzij het meningsverschil tussen de NHL en de NHLPA, maar toch maakte Philadelphia een mooie overwinning door sterspeler Peter Forsberg "terug" te halen, hij was in 1991 namelijk gedraft door Philly, maar werd gelijk geruild voor Lindros. Het seizoen ging voortvarend van start en in januari stonden ze bovenaan de competitie. Door veel journalisten werden de Flyers uitgeroepen tot grootste titelkandidaat, maar een golf van blessures gooide roet in het eten. Ze eindigden het jaar als vijfde, waardoor ze een goede tegenstander lootten in de eerste ronde, namelijk de Buffalo Sabres. Na zes wedstrijden was het avontuur weer voorbij. Die zomer kondigden Primeau en Desjardins hun pensioen aan en werd Forsberg als nieuwe aanvoerder benoemd. Door het verlies van deze twee goede spelers bungelen de Flyers dit seizoen onderaan.
Tijdens en na afloop van het laatste seizoen heeft de nieuwe general manager Paul Holmgren het team een volledige metamorfose gegeven. Nog tijdens het seizoen werd sterspeler Peter Forsberg getransfereerd naar de Nashville Predators voor jonge talenten Scottie Upshall, Ryan Parent en twee draftpicks. De ervaren Russische verdediger Alexei Zhitnik werd geruild voor talent Braydon Coburn van de Atlanta Trashers. Na afloop van het seizoen werden nog twee sterren van de Nashville Predators overgenomen, te weten de Finse verdediger Kimmo Timmonen en aanvaller Scott Hartnell. De sterspeler van de Buffalo Sabres Daniel Briere tekende een 8-jarig contract, nadat zijn contract was afgelopen en hij dus een transfervrije status had.
In een trade met de Edmonton Oilers werd de jonge fin Joni Pitkanen samen met Geoff Sanderson geruild voor de aanvoerder Jason Smith en het jonge talent Joffrey Lupul. Hockeyjournalisten beschrijven de matamorfose van de Flyers op dit moment al als een voorbeeld voor andere organisaties die een verouderd en slecht presterend team snel weer willen transformeren naar een team dat kan meestrijden voor de plekken in de play-offs.

## Prijzen
- Stanley Cup - 1974, 1975
- Presidents' Trophy - 1975, 1980, 1985
- Prince of Wales Trophy - 1985, 1987, 1997
- Clarence S. Campbell Bowl - 1968, 1974, 1975, 1976, 1977, 1980

## Play-off optreden
- 2016 - Eerste ronde (Washington Capitals)
- 2015 - Play-offs niet gehaald
- 2014 - Eerste ronde (New York Rangers)
- 2013 - Play-offs niet gehaald
- 2012 - Tweede ronde (New Jersey Devils)
- 2011 - Tweede ronde (Boston Bruins)
- 2010 - Finale (Chicago Blackhawks)
- 2009 - Derde ronde (Pittsburgh Penguins)
- 2008 - Derde ronde (Pittsburgh Penguins)
- 2007 - Play-offs niet gehaald
- 2006 - Eerste ronde (Buffalo Sabres)
- 2004 - Derde ronde (Tampa Bay Lightning)
- 2003 - Tweede ronde (Ottawa Senators)
- 2002 - Eerste ronde (Ottawa Senators)
- 2001 - Eerste ronde (Buffalo Sabres)
- 2000 - Derde ronde (New Jersey Devils)
- 1999 - Eerste ronde (Toronto Maple Leafs)
- 1998 - Eerste ronde (Buffalo Sabres)
- 1997 - Finale (Detroit Red Wings)
- 1996 - Tweede ronde (Florida Panthers)
- 1995 - Derde ronde (New Jersey Devils)

## Spelers

### Huidige selectie
Bijgewerkt tot 15 oktober 2021 
| #  | Naam               | Nationaliteit    | Pos. |
| -- | ------------------ | ---------------- | ---- |
| 89 | Cam Atkinson       | Verenigde Staten | RW   |
| 62 | Nicolas Aube-Kubel | Canada           | RW   |
| 19 | Derick Brassard    | Canada           | C    |
| 14 | Sean Couturier     | Verenigde Staten | C    |
| 86 | Joel Farabee       | Verenigde Staten | LW   |
| 28 | Claude Giroux      | Canada           | C    |
| 11 | Travis Konecny     | Canada           | RW   |
| 58 | Tanner Laczynski   | Verenigde Staten | C    |
| 21 | Scott Laughton     | Canada           | C    |
| 23 | Oskar Lindblom     | Zweden           | LW   |
| 11 | Nate Thompson      | Verenigde Staten | C    |
| 25 | James van Riemsdyk | Verenigde Staten | LW   |
| 71 | Max Willman        | Verenigde Staten | C    |
| 61 | Justin Braun       | Verenigde Staten | D    |
| 94 | Ryan Ellis         | Canada           | D    |
| 9  | Ivan Provorov      | Rusland          | D    |
| 70 | Rasmus Ristolainen | Finland          | D    |
| 6  | Travis Sanheim     | Canada           | D    |
| 24 | Nick Seeler        | Verenigde Staten | D    |
| 3  | Keith Yandle       | Verenigde Staten | D    |
| 79 | Carter Hart        | Canada           | GK   |
| 35 | Martin Jones       | Canada           | GK   |

### Bekende (ex-) spelers
- Bobby Clarke
- Eric Lindros
- Peter Forsberg
- Eric Desjardins
- Keith Primeau
- John LeClair
- Ron Hextall
- Mark Recchi
- Rod Brind'Amour
- Daniel Briere
- Chris Pronger
- Simon Gagne
- Mike Richards
- Bernie Parent

### Teruggetrokken nummers
- 1 - Bernie Parent (1967-71 en 1973-79)
- 2 - Mark Howe (1982-92)
- 4 - Barry Ashbee (1970-1974)
- 7 - Bill Barber (1972-1984)
- 16 - Bobby Clarke (1969-84)

### Teamrecords
| Speler          | Pos | G    | D   | A   | Pts  | P/W  |
| Bobby Clarke    | C   | 1144 | 358 | 852 | 1210 | 1.06 |
| Bill Barber     | RW  | 903  | 420 | 463 | 883  | .98  |
| Brian Propp     | LW  | 790  | 369 | 480 | 849  | 1.07 |
| Rick MacLeish   | C   | 741  | 328 | 369 | 697  | .94  |
| Eric Lindros    | C   | 486  | 290 | 369 | 659  | 1.36 |
| Tim Kerr        | RW  | 601  | 363 | 287 | 650  | 1.08 |
| John LeClair    | LW  | 649  | 333 | 310 | 643  | .99  |
| Mark Recchi     | RW  | 602  | 232 | 395 | 627  | 1.04 |
| Rod Brind'Amour | C   | 633  | 235 | 366 | 601  | .95  |
| Simon Gagne     | LW  | 691  | 264 | 271 | 535  |      |